# Adunarea Parlamentară a Consiliului Europei
Adunarea Parlamentară a Consiliului Europei (abreviat APCE) este unul dintre cele două organe statutare ale Consiliului Europei (organizație internațională dedicată apărării drepturilor omului, a democrației și a statului de drept). Adunarea Parlamentară alege judecătorii Curții Europene a Drepturilor Omului. 
Adunarea este formată din 324 de parlamentari delegați de către parlamentele naționale ale celor 47 de state membre ale Consiliului și în general se întrunește de patru ori pe an pentru sesiuni plenare de o săptămână de la Strasbourg.
Prima sesiune a avut loc în Strasbourg, la 10 august 1949, putând fi considerată cea mai veche adunare parlamentară internațională cu o compoziție pluralistă de membri aleși democratic pe baza unui tratat interguvernamental.

## Componența de delegații parlamentare
| Parlament             | Locuri | Accedere          |
| --------------------- | ------ | ----------------- |
| Albania               | 4      | 1995              |
| Andorra               | 2      | 1994              |
| Armenia               | 4      | 2001              |
| Austria               | 6      | 1956              |
| Azerbaidjan           | 6      | 2001              |
| Belgia                | 7      | 1949              |
| Bosnia și Herțegovina | 5      | 2002              |
| Bulgaria              | 6      | 1992              |
| Croația               | 5      | 1996              |
| Cipru                 | 3      | 1961 - 1964, 1984 |
| Cehia                 | 7      | 1991              |
| Danemarca             | 5      | 1949              |
| Elveția               | 6      | 1963              |
| Estonia               | 3      | 1993              |
| Finlanda              | 5      | 1989              |
| Franța                | 18     | 1949              |
| Georgia               | 5      | 1999              |
| Germania              | 18     | 1951              |
| Grecia                | 7      | 1949              |
| Islanda               | 3      | 1959              |
| Irlanda               | 4      | 1949              |
| Italia                | 18     | 1949              |
| Letonia               | 3      | 1995              |
| Liechtenstein         | 2      | 1978              |
| Lituania              | 4      | 1993              |
| Luxemburg             | 3      | 1949              |
| Macedonia             | 3      | 1995              |
| Malta                 | 3      | 1965              |
| Republica Moldova     | 5      | 1995              |
| Monaco                | 2      | 2004              |
| Muntenegru            | 3      | 2007              |
| Olanda                | 7      | 1949              |
| Norvegia              | 5      | 1949              |
| Polonia               | 12     | 1991              |
| Portugalia            | 7      | 1976              |
| România               | 10     | 1993              |
| Rusia                 | 18     | 1996              |
| San Marino            | 2      | 1988              |
| Serbia                | 7      | 2003              |
| Slovacia              | 5      | 1993              |
| Slovenia              | 3      | 1993              |
| Spania                | 12     | 1977              |
| Suedia                | 6      | 1949              |
| Turcia                | 12     | 1949              |
| Ucraina               | 12     | 1995              |
| Ungaria               | 7      | 1990              |
| Regatul Unit          | 18     | 1949              |

Prezența Belarusului a fost suspendată la 13 ianuarie 1997.

## Președinți
Președinți ai Adunării Parlamentare a Consiliului Europei care au fost:	
| Perioadă  | Nume                           | Țară         | Partid                                          |
| --------- | ------------------------------ | ------------ | ----------------------------------------------- |
| 1949      | Édouard Herriot (interimar)    | Franța       | Partidul Radical                                |
| 1949–51   | Paul-Henri Spaak               | Belgia       | Partidul Socialist                              |
| 1952–54   | François de Menthon            | Franța       | Mișcarea Popular Republicană                    |
| 1954–56   | Guy Mollet                     | Franța       | Partidul Socialist                              |
| 1956–59   | Fernand Dehousse               | Belgia       | Partidul Socialist                              |
| 1959      | John Edwards                   | Regatul Unit | Partidul Laburist                               |
| 1960–63   | Per Federspiel                 | Danemarca    | Venstre                                         |
| 1963–66   | Pierre Pflimlin                | Franța       | Mișcarea Popular Republicană                    |
| 1966–69   | Geoffrey de Freitas            | Regatul Unit | Partidul Laburist                               |
| 1969–72   | Olivier Reverdin               | Elveția      | Partidul Liberal                                |
| 1972–75   | Giuseppe Vedovato              | Italia       | Democrația Creștină                             |
| 1975–78   | Karl Czernetz                  | Austria      | Partidul Social Democrat                        |
| 1978–81   | Hans de Koster                 | Olanda       | Partidul Popular pentru Libertate și Democrație |
| 1981–82   | José María de Areilza          | Spania       | Uniunea Centrului Democratic                    |
| 1983–86   | Karl Ahrens                    | Germania     | Partidul Social Democratic                      |
| 1986–89   | Louis Jung                     | Franța       | Centrul Social-Democraților                     |
| 1989–92   | Anders Björck                  | Suedia       | Partidul Moderat                                |
| 1992      | Geoffrey Finsberg              | Regatul Unit | Partidul Conservativ                            |
| 1992–95   | Miguel Ángel Martínez Martínez | Spania       | Partidul Socialist Muncitoresc                  |
| 1996–99   | Leni Fischer                   | Germania     | Uniunea Creștin-Democrată                       |
| 1999–2002 | Russell Johnston               | Regatul Unit | Liberalii Democrații                            |
| 2002–2004 | Peter Schieder                 | Austria      | Partidul Social Democrat                        |
| 2005–2008 | René van der Linden            | Olanda       | Apelul Creștin-Democrat                         |
| 2008–2010 | Lluís Maria de Puig            | Spania       | Partidul Socialist Muncitoresc                  |
| 2010–2012 | Mevlüt Çavușoğlu               | Turcia       | Partidul Justiției și Dezvoltării               |
| 2012–2014 | Jean-Claude Mignon             | Franța       | Uniunea pentru o Mișcare Populară               |
| 2014      | Anne Brasseur                  | Luxembourg   | Partidul Democrat                               |

## Legături externe
- Pagina web oficială